# Alexander Bittner

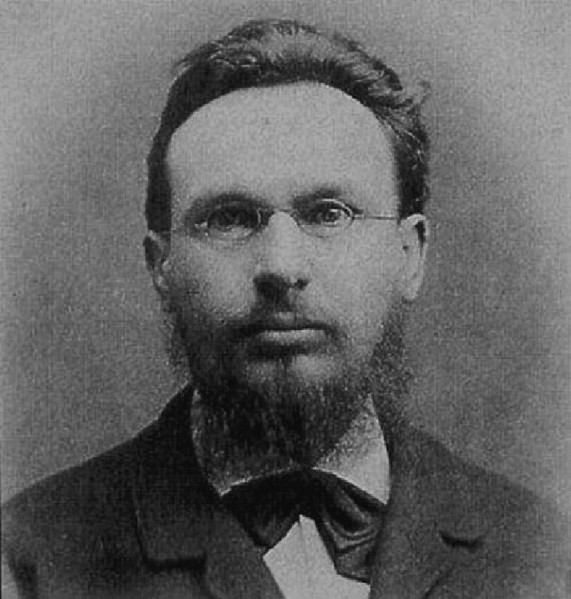
Alexander Bittner

Alexander Bittner (* 6. März 1850 in Friedland, Böhmen; † 31. März 1902 in Wien) war ein österreichischer Geologe und Paläontologe.

## Leben und Wirken
Alexander Bittner, der Sohn eines Kaufmannes, besuchte das Gymnasium in Jičín und Prag. Sein Großonkel väterlicherseits war der Prager Astronom Adam Bittner. Nach dem Studium an der Universität Wien war er ab 1873 Assistent von Eduard Suess, wo er auch geologische Forschungsreisen nach Italien und Griechenland unternahm. Im Jahr 1881 wurde Bittner an der Wiener Universität zum Dr. phil. promoviert. Ab 1897 war der seit 1877 tätige Aufnahmegeologe Chef der k.k. geologische Reichsanstalt in Wien. Seine Verdienste liegen in den Arbeiten über die Alpengeologie sowie in der Paläontologie.
Bittner war auch ein sehr guter Zeichner, so stammen von ihm zahlreiche detailgetreue Skizzen über Gebäudeschäden an Bauwerken nach dem Erdbeben im Jahr 1873 in Norditalien.
Bittner, der an Asthma litt, blieb unverheiratet. Er starb am 31. März 1902 an einer Lungenlähmung. Bestattet wurde er am Wiener Zentralfriedhof (Gruppe 27 B, Reihe 2, Grab 63). Das Grab, welches lange verfiel, wurde im Jahr 1984 von der Stadt Wien auf Anregung Richard Leins wieder instand gesetzt.
Seine berufliche Laufbahn stand stets unter dem Eindruck des Streits mit Edmund von Mojsisovics, mit dem er bei zahlreichen Aufnahmen gemeinsam unterwegs war, über die Gliederung der Alpine Trias. Ein nicht mehr veröffentlichtes Manuskript lässt aber auch darauf schließen, dass es sich auch um einen persönlichen Konflikt handeln könnte und nicht nur um die reine sachliche Ebene.

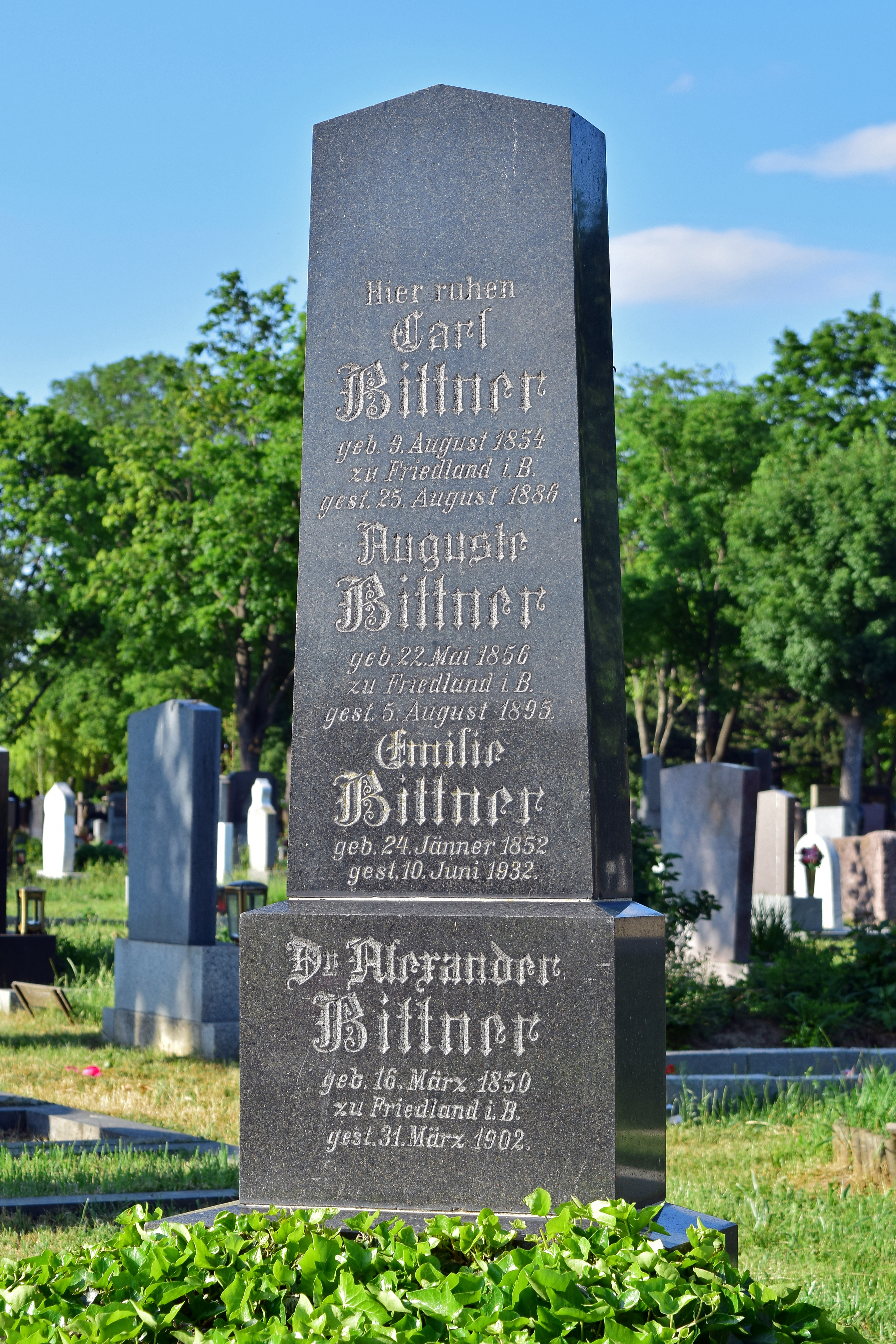
Grab von Alexander Bittner am Wiener Zentralfriedhof

Bittner wurde in einem ehrenhalber gewidmeten Grab am Wiener Zentralfriedhof (Gruppe 27 B) beigesetzt.

## Schriften
- Beobachtungen am Vesuv. Verhandlungen der Geologischen Bundesanstalt 1874, S. 287–288 (zobodat.at [PDF; 334 kB]).
- Die Brachyuren des Vicentinischen Tertiärgebirges. Denkschr. Akad. Wiss. Wien 34 2, S. 63–106, 1875 (zobodat.at [PDF; 5,3 MB]).
- mit Theodor Fuchs: Die Pliocänbildung von Syrakus und Lentini. Sitzungsberichte der Akademie der Wissenschaften mathematisch-naturwissenschaftliche Klasse 71, S. 179–188, 1875 (zobodat.at [PDF; 754 kB]).
- mit Melchior Neumayr, Friedrich Teller: Geologische Arbeiten im Oriente. Verhandlungen der Geologischen Bundesanstalt 1876, S. 219–227 (zobodat.at [PDF; 774 kB]).
- Über Phymatocarcinus speciosus Reuss. Sitzungsberichte der Akademie der Wissenschaften mathematisch-naturwissenschaftliche Klasse 75, S. 335–347, 1877 (zobodat.at [PDF; 1,2 MB]).
- Das Alpengebiet zwischen Vicenza und Verona. Verhandlungen der Geologischen Bundesanstalt 1877, S. 226–231 (zobodat.at [PDF; 576 kB]).
- Die Tertiär-Bildungen von Bassano und Schio. Verhandlungen der Geologischen Bundesanstalt 1877, S. 207–210 (zobodat.at [PDF; 470 kB]).
- Conularia in der Trias. Verhandlungen der Geologischen Bundesanstalt 1878, S. 281–282 (zobodat.at [PDF; 320 kB]).
- Das Tertiär von Marostica. Verhandlungen der Geologischen Bundesanstalt 1878, S. 127–130 (zobodat.at [PDF; 440 kB]).
- Der geologische Bau des südlichen Baldo-Gebirges. Verhandlungen der Geologischen Bundesanstalt 1878, S. 396–402 (zobodat.at [PDF; 674 kB]).
- Ueber den Kalkstein der Hohen Wand. Verhandlungen der Geologischen Bundesanstalt 1878, S. 224–225 (zobodat.at [PDF; 320 kB]).
- Vorkommen von Hallstätter Petrefakten im Piestinger Thale und an der Hohen Wand bei Wiener Neustadt. Verhandlungen der Geologischen Bundesanstalt 1878, S. 153–158 (zobodat.at [PDF; 598 kB]).
- Vorlage der Karte der Tredici Communi. Verhandlungen der Geologischen Bundesanstalt 1878, S. 58–63 (zobodat.at [PDF; 544 kB]).
- Aus der Herzegowina. Verhandlungen der Geologischen Bundesanstalt 1879, S. 287–293 (zobodat.at [PDF; 1,1 MB]).
- Reisebericht aus der Herzegowina. Verhandlungen der Geologischen Bundesanstalt 1879, S. 310–312 (zobodat.at [PDF; 404 kB]).
- Route Sarajevo - Mostar. Verhandlungen der Geologischen Bundesanstalt 1879, S. 257–260 (zobodat.at [PDF; 484 kB]).
- Trias von Recoaro. Verhandlungen der Geologischen Bundesanstalt 1879, S. 71–78 (zobodat.at [PDF; 786 kB]).
- Vorlage der geologischen Uebersichtskarte der Hercegovina und der südlichsten Theile von Bosnien. Verhandlungen der Geologischen Bundesanstalt 1879, S. 351–352 (zobodat.at [PDF; 328 kB]).
- Der geologische Bau von Attika, Boeotien, Lokris und Parnassis. Denkschr. Akad. Wiss. Wien 40_1, 1880, S. 1–74 (zobodat.at [PDF; 8,3 MB]).
- mit Melchior Neumayr: Überblick über die geologischen Verhältnisse eines Theiles der ägäischen Küstenländer. Denkschr. Akad. Wiss. Wien 40_1, 1880, S. 379–415.
- Die Hercegovina und die südöstlichsten Theile von Bosnien. Jahrbuch der Kaiserlich-Königlichen Geologischen Reichsanstalt 030, 1880, S. 353–438 (zobodat.at [PDF; 6,9 MB]).
- mit Johann August Edmund, Mojsisovics von Mojsvar, Emil Tietze: Grundlinien der Geologie von Bosnien-Hercegovina. Jahrbuch der Kaiserlich-Königlichen Geologischen Reichsanstalt 030, 1880, S. 159–166 (zobodat.at [PDF; 691 kB]).
- Die Sedimentgebilde in Judicarien. Verhandlungen der Geologischen Bundesanstalt 1880, S. 233–238 (zobodat.at [PDF; 606 kB]).
- Ueber die geologischen Aufnahmen in Judicarien und Yal Sabbia. Jahrbuch der Kaiserlich-Königlichen Geologischen Reichsanstalt 031, 1881, S. 219–370 (zobodat.at [PDF; 12 MB]).
- Bemerkungen zu voranstehender Mittheilung. Verhandlungen der Geologischen Bundesanstalt 1881, S. 27–28 (zobodat.at [PDF; 321 kB]).
- Bericht über die Aufnahmen in der Gegend von Brescia. Verhandlungen der Geologischen Bundesanstalt 1881, S. 269–273 (zobodat.at [PDF; 550 kB]).
- Mittheilungen aus dem Aufnahmsterrain. Verhandlungen der Geologischen Bundesanstalt 1881, S. 52–54 (zobodat.at [PDF; 397 kB]).
- Ueber die Triasbildungen von Recoaro. Verhandlungen der Geologischen Bundesanstalt 1881, S. 273–275 (zobodat.at [PDF; 402 kB]).
- Beiträge zur Kenntniss der Echinidenfauna des Alttertiärs von Vicenza und Verona. Beiträge zur Paläontologie und Geologie Österreich-Ungarns und des Orients 001, 1882, S. 73–110 (zobodat.at [PDF; 5,7 MB]).
- Aus dem Halleiner Gebirge. Verhandlungen der Geologischen Bundesanstalt 1882, S. 235–240 (zobodat.at [PDF; 600 kB]).
- Mittheilungen über das Alttertiär der Colli Berici. Verhandlungen der Geologischen Bundesanstalt 1882, S. 82–94 (zobodat.at [PDF; 1 MB]).
- Neue Petrefactenfundorte im Lias und in der Trias der Salzburger Alpen. Verhandlungen der Geologischen Bundesanstalt 1882, S. 317–319 (zobodat.at [PDF; 387 kB]).
- Neue Beiträge zur Kenntniss der Brachyuren-Fauna des Alttertiärs von Vicenza und Verona. Denkschriften der Akademie der Wissenschaften 46_2, Wien 1883, S. 299–316 (zobodat.at [PDF; 2 MB]).
- Bericht über die geologischen Aufnahmen im Triasgebiete von Recoaro. Jahrbuch der Kaiserlich-Königlichen Geologischen Reichsanstalt 033, 1883, S. 561–634 (zobodat.at [PDF; 5,7 MB]).
- Nachträge zum Berichte über die geologischen Aufnahmen in Judicarien und Val Sabbia. Jahrbuch der Kaiserlich-Königlichen Geologischen Reichsanstalt 033, 1883, S. 405–442 (zobodat.at [PDF; 3 MB]).
- Ueber den Charakter der sarmatischen Fauna des Wiener Beckens. Jahrbuch der Kaiserlich-Königlichen Geologischen Reichsanstalt 033, 1883, S. 131–150 (zobodat.at [PDF; 1,7 MB]).
- Micropsis Veronensis, ein neuer Echinide des oberitalienischen Eocaens. Sitzungsberichte der Akademie der Wissenschaften mathematisch-naturwissenschaftliche Klasse 88, 1883, S. 444–449 (zobodat.at [PDF; 622 kB]).
- Der Untersberg und die nächste Umgebung von Golling. Verhandlungen der Geologischen Bundesanstalt 1883, S. 200–204 (zobodat.at [PDF; 547 kB]).
- Einsendungen von eocänen und neogenen Petrefacten aus der Hercegowina durch Hauptmann Baron v. Löffelholz. Verhandlungen der Geologischen Bundesanstalt 1883, S. 134–136 (zobodat.at [PDF; 390 kB]).
- Eine triadische Conularia. Verhandlungen der Kaiserlich-Königlichen Geologischen Reichsanstalt Wien, Jg. 1890, (9), Wien 1890, S. 177–178 (zobodat.at [PDF]).
- Brachiopoden der alpinen Trias. Abhandlungen der kaiserlich-königlichen geologischen Reichsanstalt, Band XIV, 41 Taf., Alfred Hölder, Wien 1890, S. 1–325 (zobodat.at [PDF]).
- Brachiopoden der alpinen Trias, Nachtrag I. Abhandlungen der kaiserlich-königlichen geologischen Reichsanstalt, Band XVII, Heft 2, 4 Taf., Verlag der k. k. Geologischen Reichsanstalt, Wien 1892, S. 1–40 (zobodat.at [PDF]).
- Neue Arten aus der Trias von Balia in Kleinasien. Jahrbuch der kaiserlich-königlichen geologischen Reichsanstalt, Band XLIII, 1892, Heft 1, Verlag der k. k. Geologischen Reichsanstalt, Wien 1893, S. 77–90, Taf. IV–V (zobodat.at [PDF]).
- Was ist norisch? Jahrbuch der kaiserlich-königlichen geologischen Reichsanstalt, Band XLIII, 1892, Heft 3, Verlag der k. k. Geologischen Reichsanstalt, Wien 1893, S. 387–396 (zobodat.at [PDF]).
- Zur neueren Literatur der alpinen Trias. Jahrbuch der kaiserlich-königlichen geologischen Reichsanstalt, Band XLIV, 1894, Heft 2, Verlag der k. k. Geologischen Reichsanstalt, in Comission bei R. Lechner (W. Müller), Wien 1894, S. 233–379 (zobodat.at [PDF]).
- Ueber die Gattung Rhynchonellina Gemm. Jahrbuch der kaiserlich-königlichen geologischen Reichsanstalt, Band XLIV, 1894, Heft 3–4, Verlag der k. k. Geologischen Reichsanstalt, in Comission bei R. Lechner (W. Müller), Wien 1894, S. 547–572, Tafel VIII–IX (zobodat.at [PDF]).
- Brachiopoden aus der Trias von Lagonegro in Unteritalien. Jahrbuch der kaiserlich-königlichen geologischen Reichsanstalt, Band XLIV, 1894, Heft 3–4, Verlag der k. k. Geologischen Reichsanstalt, in Comission bei R. Lechner (W. Müller), Wien 1894, S. 583–588 (zobodat.at [PDF]).
- Lamellibranchiaten der alpinen Trias, I. Theil: Revision der Lamellibranchiaten von Sct. Cassian. Abhandlungen der kaiserlich-königlichen geologischen Reichsanstalt, Band XVIII, Heft 1, 24 Taf., Verlag der k. k. Geologischen Reichsanstalt, in Comission bei R. Lechner (W. Müller), Wien 1895, S. 115–128 (zobodat.at [PDF]).
- Zur definitiven Feststellung des Begriffes "norisch" in der alpinen Trias. Im Selbstverlage des Verfassers, Gesellschafts-Buchdruckerei Brüder Hollinck, Wien 1895 doi:10.5962/bhl.title.14081 (zobodat.at [PDF]).
- Neue Brachiopoden und eine neue Halobia der Trias von Balia in Kleinasien. Jahrbuch der kaiserlich-königlichen geologischen Reichsanstalt, Band XLV, 1895, Heft 2–3, Verlag der k. k. Geologischen Reichsanstalt, in Comission bei R. Lechner (W. Müller), Wien 1896, S. 249–254, Tafel XI (zobodat.at [PDF]).
- Rhynchonellina Geyeri, ein neuer Brachiopode aus den Gailthaler Alpen. Jahrbuch der kaiserlich-königlichen geologischen Reichsanstalt, Band XLVII, 1897, Heft 2, Verlag der k. k. Geologischen Reichsanstalt, in Comission bei R. Lechner (W. Müller), Wien 1897, S. 387–392, Tafel XI–XII (zobodat.at [PDF]).
- Ueber die stratigraphische Stellung des Lunzer Sandsteins in der Triasformation. Jahrbuch der kaiserlich-königlichen geologischen Reichsanstalt, Band XLVII, 1897, Heft 3–4, Verlag der k. k. Geologischen Reichsanstalt, in Comission bei R. Lechner (W. Müller), Wien 1898, S. 429–454 (zobodat.at [PDF]).
- Entgegnung auf die Schrift der fünfunddreissig wirklichen Mitglieder der kais. Akademie der Wissenschaften in der Angelegenheit des Herrn E. v. Mojsisovics. Verlag von Dr. A. Bittner, Gesellschafts-Buchdruckerei, Wien 1898.
- Eine Bemerkung zur Nomenclatur und Gliederung der alpinen Trias. Gesellschafts-Buchdruckerei, Brüder Hollinck, Wien 1899, 6 S.
- Ueber die triadische Lamellibranchiaten-Gattung Mysidioptera Sal. und deren Beziehungen zu palaeozoischen Gattungen. Jahrbuch der kaiserlich-königlichen geologischen Reichsanstalt, Band L 1900, Heft 1, Verlag der k. k. Geologischen Reichsanstalt, in Comission bei R. Lechner (W. Müller), Wien 1900, S. 59–66, Taf. VI (zobodat.at [PDF]).
- Ueber Pseudomonotis Telleri und verwandte Arten der unteren Trias. Jahrbuch der kaiserlich-königlichen geologischen Reichsanstalt, Band L 1900, Heft 4, Verlag der k. k. Geologischen Reichsanstalt, in Comission bei R. Lechner (W. Müller), Wien 1901, S. 559–592, Taf. XXII–XIV (zobodat.at [PDF]).
- Lamellibranchiaten aus der Trias von Hudiklanec nächst Loitsch in Krain. Jahrbuch der kaiserlich-königlichen geologischen Reichsanstalt, Band LI 1901, Heft 2, Verlag der k. k. Geologischen Reichsanstalt, in Comission bei R. Lechner (W. Müller), Wien 1902, S. 225–234, Taf. VII (zobodat.at [PDF]).
- Brachiopoden und Lamellibranchiaten aus der Trias von Bosnien, Dalmatien und Venetien. Jahrbuch der kaiserlich-königlichen geologischen Reichsanstalt, Band LII 1902, Heft 3–4, Verlag der k. k. Geologischen Reichsanstalt, in Comission bei R. Lechner (W. Müller), Wien 1903, S. 495–642, Taf. XVIII–XXVII (zobodat.at [PDF]).